# Pleasant Valley (Wirginia Zachodnia)
Pleasant Valley – miasto w Stanach Zjednoczonych, w stanie Wirginia Zachodnia, w hrabstwie Marion.